# مونته‌مارسیانو
مونته‌مارسیانو (به ایتالیایی: Montemarciano) یک منطقهٔ مسکونی در ایتالیا است که در استان آنکونا واقع شده‌است.

## خصوصیات
مونته‌مارسیانو ۲۲٫۱ کیلومترمربع مساحت و ۱۰٬۲۳۳ نفر جمعیت دارد و ۹۲ متر بالاتر از سطح دریا واقع شده‌است.

## خواهرخوانده
شهرهای سینی، کرواسی، Quincy-sous-Sénart، هوهن کیرشن-زیگرتسبرون و باردیو خواهرخوانده‌های مونته‌مارسیانو هستند.